# Never Back Down
Never Back Down is een Amerikaanse actiefilm uit 2008 die draait om de vechtsport Mixed Martial Arts (MMA). Het is de vijfde productie onder regie van Jeff Wadlow, met een verhaal van Chris Hauty.

## Verhaal
Jake Tyler (Sean Faris) is een Americanfootballspeler uit Iowa die een huishouden vormt met zijn moeder Margot (Leslie Hope) en jongere broertje Charlie (Wyatt Smith), een tennistalent. Sinds zijn vader zich dronken doodreed tegen een boom, zit hij vol met opgekropte woede en belandt hij regelmatig in vechtpartijen. Dit tot wanhoop van zijn moeder.
Wanneer Charlie aangenomen wordt op een tennisopleiding, verhuist het gezin naar een buurt in Orlando. Jake lijkt meteen op zijn plaats wanneer hij meteen de eerste dag bevriend raakt met Max Cooperman (Evan Peters) en voor een feest wordt uitgenodigd door de mooie Baja Miller (Amber Heard). Hij weet niet dat zijn reputatie hem vooruit is gesneld middels een filmpje op YouTube, waarop een gevecht tussen hem en een tegenstander bij het football te zien is. Miller heeft Jake naar het feest gelokt, zodat haar vriend Ryan McCarthy (Cam Gigandet) hem uit kan dagen voor een gevecht. Hoewel hij de uitdaging in eerste instantie afslaat, laat hij zich toch verleiden tot een knokpartij als McCarthy hem tart met opmerkingen over zijn overleden vader. Jake maakt vervolgens alleen geen schijn van kans in de vechtpartij tegen McCarthy, een tweevoudig winnaar van het lokale Mixed Martial Arts-toernooi The Beatdown.
Cooperman is helemaal gek van de sport en nodigt Jake uit om een keer te komen kijken in de sportschool van Jean Roqua (Djimon Hounsou), waar hij zelf traint. Cooperman is ervan overtuigd dat Jake het ver kan schoppen. Deze heeft er in beginsel geen zin in, maar komt toch een training bezichtigen en raakt onder de indruk van wat de beoefenaars in hun mars blijken te hebben. Roqua toont zich bereid hem te trainen, maar heeft één regel waar niet van afgeweken mag worden: vechten buiten de sportschool is verboden, op straffe van onmiddellijke verwijdering uit zijn trainingen.
Roqua blijkt een broer te hebben gehad die nog een vaardiger vechter was dan hijzelf. Ooit zijn ze samen in een gevecht in een bar terechtgekomen, toen de broers daar samen wat dronken en iemand zich wilde bewijzen tegenover een professioneel vechtsporter. Hoewel Roqua's broer het gevecht met boter en suiker won, keerde de verliezer tien minuten later terug met een pistool om zijn opponent door het hoofd te schieten. Sindsdien heeft Roqua geen contact gehad meer met zijn familie en komt hij nog zelden buiten zijn sportschool. Gedurende een steeds beter wordend contact met elkaar geven Jake en Roqua hun pijnlijke verledens aan elkaar bloot.

## Rolverdeling
- Sean Faris - Jake Tyler
- Amber Heard - Baja Miller
- Cam Gigandet - Ryan McCarthy
- Evan Peters - Max Cooperman
- Leslie Hope - Margot Tyler
- Djimon Hounsou - Jean Roqua
- Wyatt Smith - Charlie Tyler
- Affion Crockett - Beatdown DJ
- Neil Brown Jr. - Aaron